# Ilhas Aru
As ilhas Aru (também chamadas Aroe ou Kepulauan Aru) são um arquipélago de cerca de 95 ilhas baixas na província das Ilhas Molucas, no leste da Indonésia, na parte norte do mar de Arafura. A área total é de cerca de 8563 km².
Os primeiros europeus a visitar as Aru terão sido os holandeses em 1623, que as colonizaram como parte das Índias Orientais Holandesas. A maior das ilhas é Tanahbesar (também chamada Wokam), e o principal porto é Dobo, na ilha de Wamar. A população procede da mestiçagem entre elementos malaios e melanésios. A maioria é cristã, havendo uma pequena minoria muçulmana principalmente composta por pessoas vindas de outras ilhas indonésias.
Tal como as restantes ilhas pertencentes às Molucas, pertencem à área da Linha de Wallace (Wallacea), de grande interesse científico pela sua rica biodiversidade ao situar-se entre o sueste asiático e a Oceania. 

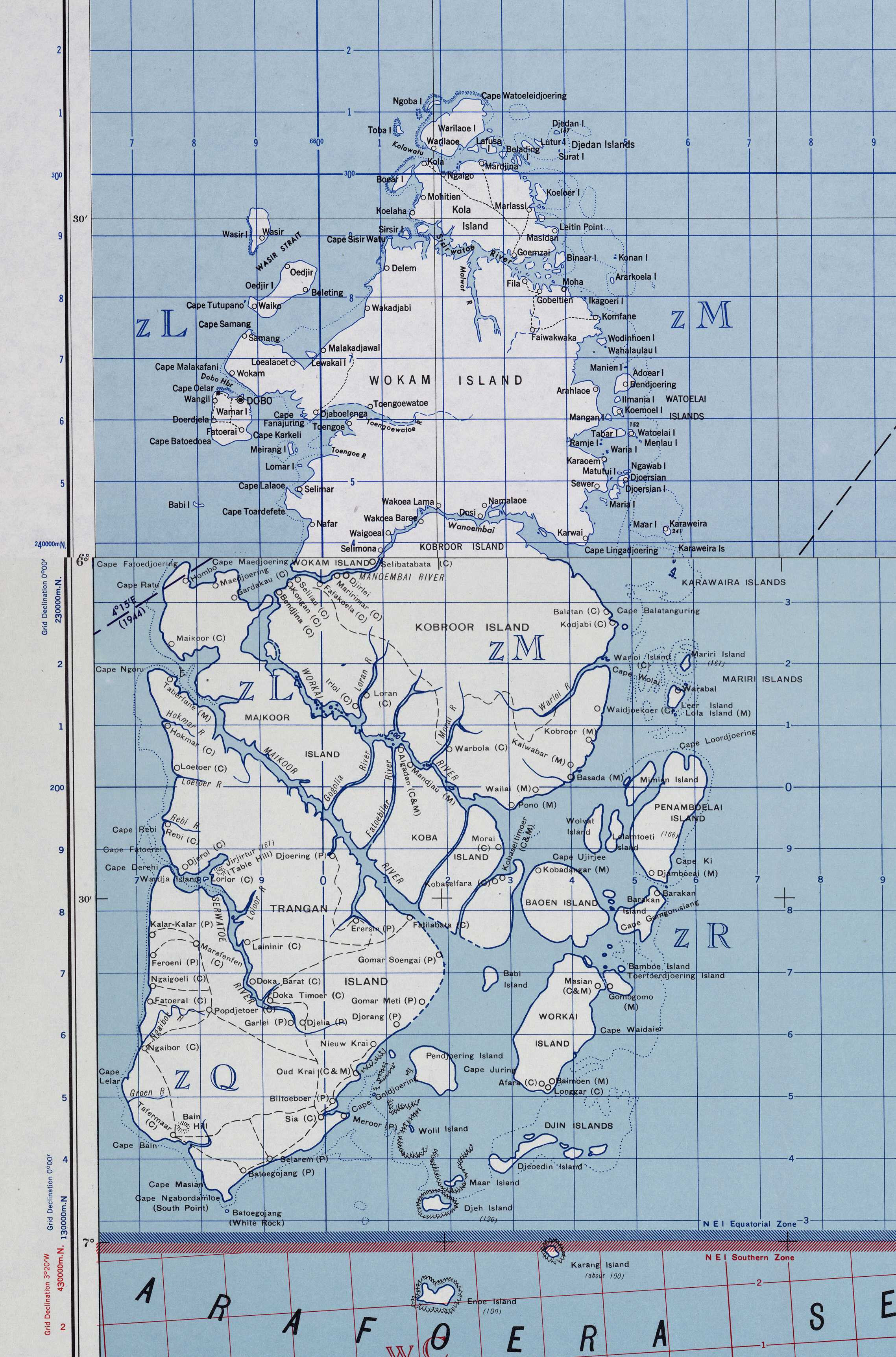
Mapa das ilhas Aru